# Södra Sandsjö socken
Södra Sandsjö socken i Småland ingick i Konga härad i Värend, ingår sedan 1971 i Tingsryds kommun och motsvarar från 2016 Södra Sandsjö distrikt i Kronobergs län.
Socknens areal är 122,25 kvadratkilometer, varav land 110,3. År 2000 fanns här 1 227 invånare. Tätorten Konga samt kyrkbyn Dångebo med sockenkyrkan Södra Sandsjö kyrka ligger i socknen.

## Administrativ historik
Södra Sandsjö socken bildades i början av 1590-talet genom en utbrytning ur Linneryds socken. Före den 1 januari 1886 (ändring enligt beslut den 17 april 1885) var namnet Sandsjö socken.
Vid kommunreformen 1862 övergick socknens ansvar för de kyrkliga frågorna till Södra Sandsjö församling och för de borgerliga frågorna till Södra Sandsjö landskommun. Denna senare uppgick 1971 i Tingsryds kommun.
1 januari 2016 inrättades distriktet Södra Sandsjö, med samma omfattning som församlingen hade 1999/2000.
Socknen har tillhört samma fögderier och domsagor som Konga härad. De indelta soldaterna tillhörde Kalmar regemente, Konga kompani.

## Geografi
Södra Sandsjö socken ligger kring Ronnebyån som vidgar sig till Sandsjön väster om Dångebo. Socknen består av sjörik, småkuperad skogstrakt.

### Geologi
Södra Sandsjö ligger på urbergsslätten i Småland och berggrunder består i huvudsak av graniter i norr och söder grå granit med inblandning av grönstenar. I mellersta socknen dominerar röda graniter och vid Hensjöarna finns gnejser och hälleflinta. Graniterna är ofta starkt omvandlade. En rullstensås löper från Holmahult till östra sockengränsen och är utplanad och har använts för grustäkt till vägarna under lång tid.
Pinnabacken vid nordvästra gränsen mot Tingsås är högsta punkt 194 meter over havet.

## Befolkning
| År                               | Befolkning                       | Befolkning           | År                            | Befolkning                    | Befolkning           |
| Folkökningens tid                | Folkökningens tid                | Folkökningens tid    | Folkminskningens tid          | Folkminskningens tid          | Folkminskningens tid |
| -------------------------------- | -------------------------------- | -------------------- | ----------------------------- | ----------------------------- | -------------------- |
| 1805                             | 1324                             | ökning/minskning (-) | 1890                          | 2836                          | -242                 |
| 1810                             | 1383                             | 59                   | 1900                          | 2669                          | -167                 |
| 1820                             | 1512                             | 129                  | 1910                          | 2419                          | -250                 |
| 1830                             | 1703                             | 191                  | 1920                          | 2563                          | +144                 |
| 1840                             | 1994                             | 291                  | 1930                          | 2510                          | -53                  |
| 1850                             | 2355                             | 361                  | 1940                          | 2338                          | -172                 |
| 1860                             | 2620                             | 265                  | 1950                          | 2016                          | -322                 |
| 1870                             | 2832                             | 212                  | 1960                          | 1772                          | -234                 |
| 1880                             | 3078                             | 246                  | 1965                          | 1733                          | -39                  |
| ökning under 75 år 1754 personer | ökning under 75 år 1754 personer |                      | minskning 85 år 1345 personer | minskning 85 år 1345 personer |                      |

Befolkningen ökade som mest 1840 till 1860 medan den stora emigrationen 1880 till 1900 inte blev större än att avfolkningen av glesbygden genom ökade dödstal och större utflyttning 1940 till 1960 vägde ännu tyngre. Nedläggningen av Konga AB sulfitfabrik 1943 minskade arbetsstyrkan och ledde till avflyttning.

## Historia

### Örmo bruk och skogar
Örmo bruks behov av träkol till masugnen satte tidigt en prägel på landskapet och genom F H Kockums förvärv av stora egendomar i socknen som hemmanen Örmo, Tattamåla, Genesmåla, Högebo, Högebomåla, Aritsbomåla och tre egendomar i Dångebo. Dessa gårdar hade tillsammans 580 tunnland åker, 1113 tunnland äng och 5 445 tunnland skog och hagmark. Jordbruket var olönsamt för bruket och därför lades driften om till skogsbruk och därför började åkern planteras tidigt med skog i Södra Sandsjö. På 1970-talet hade jordbruket upphört på bolagets marker som samlades i ett bolag Örmo Skogar. 2014 såldes bolagets 4 000 hektar skog till Rune Andersson för 325 miljoner kronor. Dessa skogar omfattar också arealer utanför Södra Sandsjö.

### Ronnebyån som kraftkälla
Ronnebyån heter Fibbleån innan den rinner ut i Rottnen. I norra delen rinner ån lugnare men i södra delen av socknen finns tre fall. Dångafallet har utnyttjats för kvarn och kraftstation. Kongafallet hade 6 meters fallhöjd och dev var här Örmo masugn lokaliserades. Längre söderut finns fall vid Fagerfors, Böket och Horkoneryd. Alla har använts för kvarnar och mindre industrier. Ronnebyån har 13 kraftverk med en totaleffekt på 13,9 MW och de producerar ca 50 GWh/år. Ronnebyåns första kraftverk byggdes vid Skogsryd i Linneryd 1902. Det finns också ett kraftverk vid Bro i Linneryd, Senast byggda verk var Dång vars ombyggnad stod färdigt 1996. Söder om Dång ligger Krokfjordens kraftverk och största kraftverket blev från 1984 Horkoneryds kraftverk. Fallen beskrivs utförligt i boken Sveriges vattenfall utgiven av Norstedt 1933
En kvarn har funnits i Dångeborås sedan 1600-talet. Den kvarstående byggnaden byggdes troligen under 1800-talet och byggdes sedan om vid elektrifieringen 1914. Kvarnen var i drift fram till 1960-talet. Kraftstationen vid samma fall anlades 1913, och utvidgades några år senare. Kraftstationen avvecklades under 1950-talet. men 1996 byggdes den om och elproduktionen togs åter i drift. Dångs Gjuteri & mekaniska verkstad eller Dångs Bruk var en mekanisk industri grundad vid sekelskiftet 1900. Dångs Gjuteri i Södra Sandsjö sysselsatte ett 60-tal arbetare 1920. Bruket lades ner efter en brand 1924.

### Lantbruket
1896 hade Södra Sandsjö en åkerareal på 1234 hektar som ökade till 1601 hektar 1916 för att sedan minska till 1353 hektar 1932 och fortsatte att minska till 1202 hektar 1951, 883 hektar 1961 och 750 hektar 1969. Från 1916 till 1969 minskade arealen med 851 hektar , mer än hälften. Enligt utredningen "Jord och skog i Kronobergs län" finns bara marginell åkermark i Södra Sandsjö socken. Åkerarealen har fortsatt att minska sedan dess.

### Sjösänkningar och Rössjö kanal
I Södra Sandjö sänktes två sjöar Rösjön och Verasjön. Rösjön två gånger under 1850-talet och 1890-talet båda gångerna med 1,5 meter. Sänkningen kom till stånd genom Rössjö kanal. Rössjö kanal har en kallmurad sträcka av 350 meter och beräkningar ger att 7.619 kubikmeter material schaktades bort. Därtill kom arbeten med sjöbottnen och flera bidiken sammanlagt 6.985 meter. Landvinningen blev 260.9 hektar men mycket var obrukbara impediment. Kostnaden uppgick till 16.000 kr mest för utloppskanalen 10.850 kr. Resultatet av sänkningen blev inte så lyckat. Slåttermarker blev det mycket lita av utan mest bara betesmark varav numera mycket är sankmark. Allt fiske förstördes och strandlinjen blev stenbundna. Skogen har återtagit landvinningarna med sly och buskar. Avvattningskanalen mynnar i Sandsjön.
Verasjön (Viren) har också sänkts i omgångar senast 1926 även denna gång med mager resultat. Markerna som vanns var av lågt vårde och fisket i sjön förstördes.

### Gropanässtugan
Till 1595 ingick Södra Sandsjö i Linneryds församling. 1595 fick Södra Sandsjö ett kapell. Sandsjö blev eget pastorat med en egen präst. Ett stomhemman för prästens försörjning måste finnas. 1624 överläts kronohemmanet Gropanäs till stomhemman. Hemmanet var på ett helt mantal. Sockenmännens hade skyldighet att låta bebygga hemmanet. Byggnadsbeståndet var lagreglerat : bostadshuset skulle bestå av stuga med två kamrar. Gropanässtugan är byggd efter dessa anvisningar. Byggnaden är en så kallad framkammarstuga. Komministern Laurentius Verelin, var den förste prästen och han bodde i Gropanäs fram till 1711 då han avled. Gropanässtugan byggdes på 1600-talet, och är äldsta ännu bevarade prästgården i Växjö stift.
1696 blev Södra Sandsjö annexförsamling under Linneryd. Sockenborna i Sandsjö avsatte då kronohemmanet Perstorp om 5/8 mantal som kaplanboställe, och Verelins efterträdare som präster var bosatta där. Gropanäs blev kyrklig arrendegård. I Gropanässtugan hystes gårdens arrendatorer till 1930-talet, då stugan var för omodern som bostad. 1940 byggdes ny bostad åt arrendatorn i Gropanäs. Den äldre stugan förföll. Södra Sandsjö hade inget församlingshem och därför flyttades Gropanässtugan till sin nuvarande plats i Dångemåla. Spisar och murverk dokumenterades och sattes upp på samma sätt på den nya platsen. Tjärpappen på taket ersattes med torvtak. På 1970-talets början blev kyrkskolan församlingshem. Gropanässtugan användes sedan bara sporadiskt till 2012. 2012 överläts Gropanässtugan till Södra Sandsjö hembygdsförening som renoverat den.

## Fornminnen
Flera stenåldersboplatser bland annat vid Horkoneryd vid Ronnebyån och vid Blötan i södra änden av Hensjön och två hällkistor från stenåldern samt elva gravrösen troligen från bronsåldern och 4 runda stensättningar är kända. Den vanligaste fornlämningen är röjningsröseområden och över 100 sådana har registrerats inom socknen. Inom socknen har gjorts fynd av två bronsyxor från äldre bronsåldern, en kantyxa från period 1 i Hensmåla och en avsatsyxa från period 2 i Bungamåla. Dessutom har en rombisk stenyxa från äldre bronsåldern hittats och slutligen en armring från yngsta bronsålder, som hittades i Dångebo. Från järnålder har två eldslagningsstenar från äldre järnålder hittats. Från vikingatid finns två funna spännbucklor vars fyndort dock är okänd. Antalet fynd från stenåldern är stort. Redan Knut Kjellmark noterade över 60 fynd från stenåldern i sitt arbete om Värends fornminnen / avsnittet Södra Sandsjö.

## Namnet
Namnet (1350 Sandzsio) är taget från sjön Sandsjön. Socknen hette fram till 1886 Sandsjö socken, då prefixet "Södra" lades till för att särskilja den från Norra Sandsjö socken.

### Fotnoter
1. 1 2 3  Svensk Uppslagsbok andra upplagan 1947–1955: Södra+Sandsjö socken
2. 1 2  Harlén, Hans; Harlén Eivy (2003). Sverige från A till Ö: geografisk-historisk uppslagsbok. Stockholm: Kommentus. Libris 9337075. ISBN 91-7345-139-8
3. ↑  SCB folkräkningen 1890 andra delen Arkiverad 24 september 2015 hämtat från the Wayback Machine. sida 26 anm. till Kronobergs län not 1
4. ↑  Sandsjö&Typ=Alla&DatumFran=&DatumTill= Administrativ historik för Södra Sandsjö socken (Klicka på församlingsposten). Källa: Nationella arkivdatabasen, Riksarkivet.
5. 1 2  Sjögren, Otto (1931). Sverige geografisk beskrivning del 2 Östergötlands, Jönköpings, Kronobergs, Kalmar och Gotlands län. Stockholm: Wahlström & Widstrand. Libris 9939
6. 1 2 3  Nationalencyklopedin
7. ↑  Sandsjöboken 1966, kapitlet Södra Sandsjö socken av Helmer Carlsson sid 42.
8. ↑  ”Förteckning över Sveriges vattenfall. H. 82, Ronnebyån/5”. Digitala samlingar. https://digital.ub.umu.se/relation/582790. Läst 5 juni 2024.
9. ↑  [https://www.lansstyrelsen.se/kronoberg/samhalle/kulturmiljo/kulturmiljoprogram/tingsryd-kommun.html ”Södra Sandsjö och konga
Sockencentrum, industrimiljö, bruksmiljö. Kulturmiljö av länsintresse.”]. Länsstyrelsen Kronoberg. https://www.lansstyrelsen.se/kronoberg/samhalle/kulturmiljo/kulturmiljoprogram/tingsryd-kommun.html. Läst 17 maj 2023.
10. ↑  ”Kort historik – RydKampen”. 17 maj 2023. Arkiverad från originalet den 7 maj 2023. https://web.archive.org/web/20230507071735/https://rydinfo.com/rydkampen/diverse/kort-historik/. Läst 17 maj 2023.
11. ↑  Göteborgs Handels- Och Sjöfartstidning 20 oktober 1924:..

"Dångs gjuteri i Konga, Södra Sandsjö socken. Elden spred sig hastigt och inom ... kort hade fabrikskomplexet nedbrunnit..."
12. ↑  ”Rössjö kanal”. kanaler.arnholm.nu. http://kanaler.arnholm.nu/rossjos.shtml. Läst 17 maj 2023.
13. ↑  Anton Julius Fransson (1971). Södra Sandsjö under 100 år. sid. 10-14. Läst 17 maj 2023
14. ↑  ”Projekt Gropanässtugan”. Södra Sandsjö Hembygdsförening. https://sodrasandsjohf.se/startsida/projekt-gropanasstugan/. Läst 17 maj 2023.
15. ↑  Fornlämningar, Statens historiska museum: Södra Sandsjö socken
16. ↑  Fornminnesregistret, Riksantikvarieämbetet: Södra Sandsjö socken Fornminnen i socknen erhålls på kartan genom att skriva in sockennamn (utan "socken") i "Ange geografiskt område"